# Andrzej Ziemowit Zimowski
Andrzej Ziemowit Zimowski (ur. 15 października 1931 w Warszawie, zm. 28 maja 2020) – polski pisarz i poeta.

## Życiorys
W 1950 ukończył I Państwowe Liceum i Gimnazjum im. Mikołaja Kopernika w Łodzi, a w 1954 studia na Wydziale Chemicznym Politechniki Łódzkiej ze specjalnością technologii kauczuków syntetycznych, a w 1978 studia Uniwersytecie Warszawskim na wydziale Nauk Społecznych i Dziennikarstwa, otrzymując dyplom magistra nauk społecznych i dziennikarstwa.
Następnie pracował w przemyśle oponiarskim i chemicznym. Ponadto współpracował z prasą – publikował artykuły nt. gospodarki. Przez wiele lat współpracował z czasopismami i prasą codzienną, gdzie drukował krytyczne artykuły na temat gospodarki („Perspektywy”, „Przemysł Chemiczny”, „Życie Gospodarcze”). Jako literat zadebiutował w gazecie zakładowej w połowie lat 50. XX w. Pisał na tematy mu współczesne, a także sensacyjne i science-fiction, ponadto współpracował z Polskim Radiem, które emitowało jego słuchowiska. Publikował swoje opowiadania w czasopismach takich jak: „Wróżka”, „Nieznany Świat”, „Nie z Tej Ziemi”. Publikował także w formie książkowej, ponadto jego teksty zostały ujęte m.in. w zbiorach: „Tropy: antologia Związku Literatów Polskich Oddział Łódź” oraz „Powrót: zbiór wierszy Grupy Poetyckiej Powrót”.
Publikował również utwory dramatyczne, był autorem komedii satyrycznej w dwóch aktach „Krowa w esencji różanej” nagrodzonej w 1986 w konkursie warszawskiego teatru Ateneum i wystawionej w 2016 w Akademickim Ośrodku Inicjatyw Artystycznych w Łodzi. Sztukę wystawiono dopiero po 30 latach ze względu na sprzeciw cenzury w latach 80. XX w.
Został pochowany 5 czerwca 2020 na Cmentarzu Komunalnym Doły w Łodzi (kw. 29, rz. 20, grób 15).

## Publikacje
- „Zagadka drugiego brzegu” (współautor Wiesław Porzycki, KAW, 1983),
- „Przemysł chemiczny na ziemiach polskich w latach 1918–1980 : ze szczególnym uwzględnieniem lat 1945–1980” (SIiTPCh, 1995),
- „Historia polskiego przemysłu wielkiej syntezy chemicznej” (SIiTPCh, 1997)
- „Pierścień Atlantów” (Oficyna Astro-3, 1998),
- „Opowiadania ezoteryczne i science-fiction” (nakład autora, 1999),
- „Trzy dni i trzy noce które wstrząsnęły światem („Adalex”, 1999),
- „Bariery i inne opowiadania współczesne” („Astra”, 2009),
- „Normalnie żyć i inne opowiadania współczesne (RADWAN, 2010),
- „Śmiertelna pułapka i inne dziwne opowiadania” (RADWAN, 2011),
- „Kasia i okrutny czarownik” (Warszawska Firma Wydawnicza, 2012),
- „Baśnie dla dzieci” (Firma Informatyczna Komponetik, 2013),
- „Powiedz mi, dlaczego? Ppowieści z ubiegłego stulecia. Lata 1939–1945” (wydanie własne, 2014),
- „Kasia w lochach Ogrodzieńca” (Warszawska Firma Wydawnicza, 2014),
- „Koszykarki i koszykarze łódzcy w latach 1945–1960: wspomnienia” (Andrzej Ziemowit Zimowski, [2014]),
- „Krowa w esencji różanej oraz zbiór innych opowiadań współczesnych i satyrycznych” (Warszawska Firma Wydawnicza, 2017),
- „Koniec i początek świata” (Warszawska Firma Wydawnicza, 2019)[1].

## Odznaczenia
- Złota Odznaka za Zasługi dla Przemysłu Chemicznego (1978),
- Krzyż Kawalerski Orderu Odrodzenia Polski (1979)[1].